# Liisa Keltikangas-Järvinen

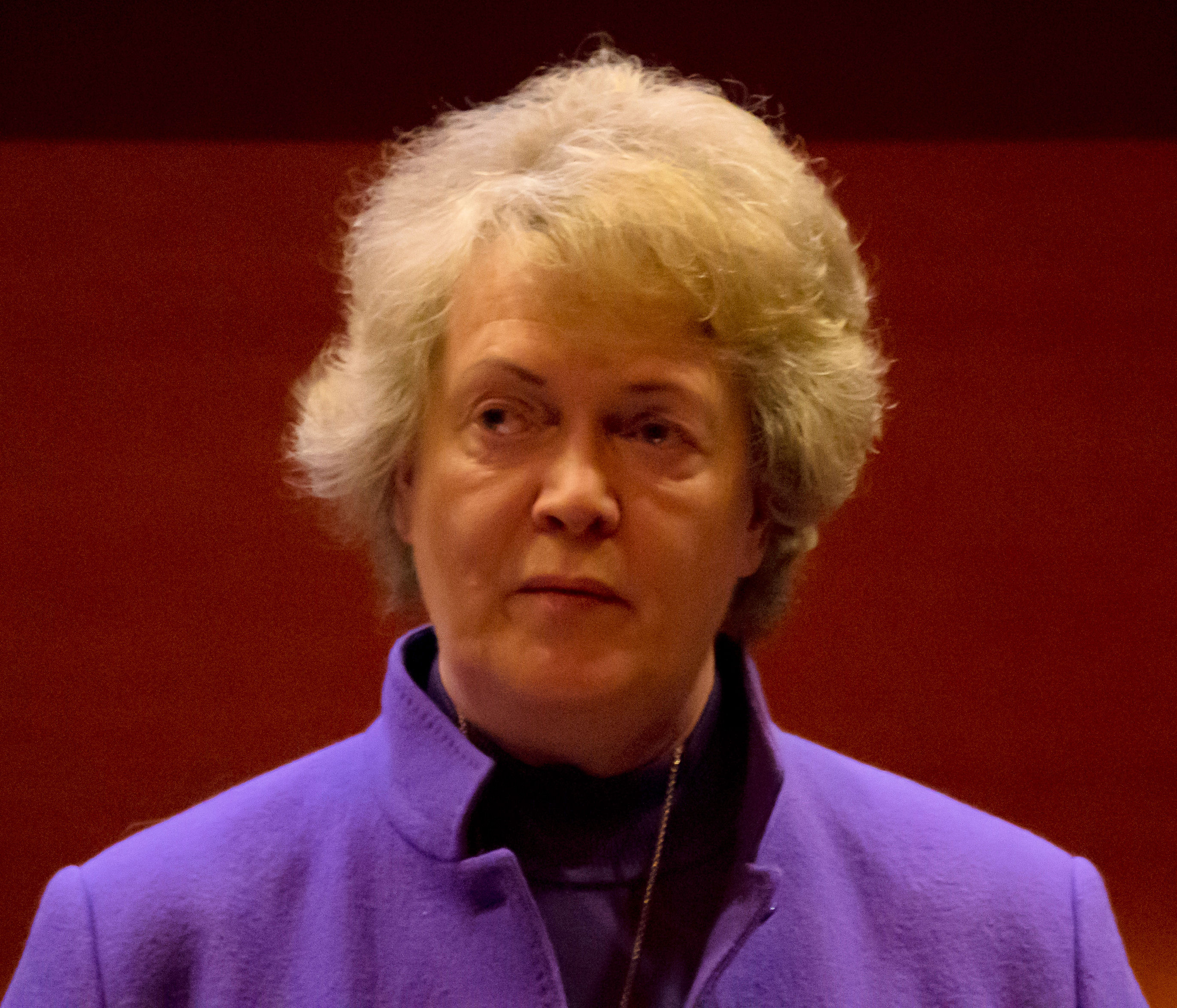
Liisa Keltikangas-Järvinen.

Anna-Liisa Keltikangas-Järvinen, född 6 januari 1946 i Lappo, är en finländsk psykolog. 
Keltikangas-Järvinen var lektor i psykologi vid Helsingfors universitet 1973–1978, blev filosofie doktor 1977, biträdande professor i tillämpad psykologi 1981 och professor i ämnet 1992. Hon har bland annat studerat psykosomatiska fenomen samt barns och ungdomars sociala utveckling. Hon invaldes som ledamot av Finska Vetenskapsakademien 2001.